# Vuolep Vuoulak
Vuolep Vuoulak är en sjö i Arjeplogs kommun i Lappland och ingår i Piteälvens huvudavrinningsområde. Sjön har en area på 0,106 kvadratkilometer och ligger 528,3 meter över havet. Vuolep Vuoulak ligger i Piteälven Natura 2000-område. Sjön avvattnas av vattendraget Vuoulakjåkkå.

## Delavrinningsområde
Vuolep Vuoulak ingår i det delavrinningsområde (738119-161423) som SMHI kallar för Mynnar i Arvesjåkkå. Medelhöjden är 555 meter över havet och ytan är 5,69 kvadratkilometer. Räknas de 10 avrinningsområdena uppströms in blir den ackumulerade arean 188,1 kvadratkilometer. Vuoulakjåkkå som avvattnar avrinningsområdet har biflödesordning 3, vilket innebär att vattnet flödar genom totalt 3 vattendrag innan det når havet efter 222 kilometer. Avrinningsområdet består mestadels av skog (85 procent) och sankmarker (13 procent). Avrinningsområdet har 0,11 kvadratkilometer vattenytor vilket ger det en sjöprocent på 1,9 procent.